# Алатирський міський округ
Ала́тирський міський округ (рос. Алатырский городской округ) — адміністративна одиниця Чувашії Російської Федерації.
Адміністративний центр та єдиний населений пункт — місто Алатир.

## Населення
Населення округу становить 34176 осіб (2019, 38203 у 2010, 43161 у 2002).